# Anaconda (film)
Anaconda er en amerikansk gyserfilm, instrueret af Luis Llosa. Jennifer Lopez, Ice Cube og Jon Voight medvirker i hovedrollerne, mens Owen Wilson spiller en af de mindre roller. Den handler om et filmhold for National Geographic, der bliver kidnappet af en jæger, der er på jagt efter verdens største anaconda, der er opdaget i junglen. Selvom filmen havde en god indtjening, fik den stor kritik af anmelderne. Den blev efterfulgt af fortsættelsen Anacondas: The Hunt for the Blood Orchid.

## Handling
Et TV-hold, ledet af filminstruktøren Terri Flores (Jennifer Lopez) og antopoligsten Dr.Steven Cale (Eric Stoltz), har taget færden ind i Amazonas' ukendte territorier for at finde en skjult indisk stamme ved som de ønsker at lave en dokumentar om. Med på holdet er kameramanden Danny Rich (Ice Cube), produktionslederen Denise Kalberg (Kari Wuhrer), lydmanden Gary Dixon (Owen Wilson), styrmanden Mateo (Vincent Castellanos) og visionæren Warren Westridge (Jonathan Hyde). På deres søgen efter stammen via deres båd gennem Amazonfloden samler de på vejen den strandede og mystiske paraguayanske Sarone (Jon Voight) op og så begynder deres tur at tage en anden vænding. Sarone har nemlig intentioner om at fange verdens største anaconda og bruger gerne besætningen om bord for at lokke den i en fælde. 

## Medvirkende
- Jennifer Lopez – Terri Flores
- Ice Cube – Danny Rich
- Jon Voight – Paul Sarone
- Eric Stoltz – Dr. Steven Cale
- Jonathan Hyde – Warren Westridge
- Owen Wilson – Gary Dixon
- Kari Wuhrer – Denise Kalberg
- Vincent Castellanos – Mateo
- Danny Trejo – Poacher